# Duco Telgenkamp
Duco Valentijn Telgenkamp (* 17. Juli 2002 in Den Haag) ist ein niederländischer Hockeyspieler. Mit der niederländischen Nationalmannschaft wurde er 2024 Olympiasieger und 2023 Europameister.

## Sportliche Karriere
Telgenkamp spielte in der Jugend bei HGC Wassenaar und dann bei Haagsche Delftsche Mixed. 2022 wechselte er zum SV Kampong, mit dem er 2024 niederländischer Meister wurde. 
Mit der niederländischen Juniorenauswahl wurde er 2022 Europameister.
2023 debütierte Telgenkamp in der Nationalmannschaft. In 29 Länderspielen erzielte der Offensivspieler 17 Tore. (Stand: 8. August 2024)
Im August 2023 bei der Europameisterschaft in Mönchengladbach gewannen die Niederländer im Halbfinale mit 3:2 gegen Belgien und im Finale 2:1 gegen England. Telgenkamp wirkte in allen fünf Spielen mit und erzielte sechs Treffer, davon einen im Finale. Im August 2024 bei den Olympischen Spielen in Paris besiegten die Niederländer im Viertelfinale die Australier mit 2:0. Nach einem 4:0-Sieg im Halbfinale gegen die Spanier gewannen die Niederländer im Endspiel gegen die Deutschen im Shootout, nachdem es am Ende der regulären Spielzeit 1:1 gestanden hatte. Telgenkamp war in allen acht Spielen dabei und erzielte vier Treffer. 
Im Shootout gegen die Deutschen verwandelte Telgenkamp den letzten Versuch gegen den deutschen Torwart Jean-Paul Danneberg. Dieser hatte vor dem Spiel gesagt: ... ich glaube, die Holländer haben richtig Angst vor uns. Nachdem Telgenkamp durch seinen Treffer den Olympiasieg für die Niederländer sichergestellt hatte, lief er zu Danneberg, verhöhnte ihn und wurde tätlich. Telgenkamp bereute seine Aktion später. Wie alle niederländischen Olympiasieger wurde Duco Telgenkamp nach den Olympischen Spielen als Ritter in den Orden von Oranien-Nassau aufgenommen.